# Szófiai Ohridi Szent Kelemen Egyetem
A Szófiai Ohridi Szent Kelemen Egyetem (bolgárul: Софийски университет "Свети Климент Охридски") Bulgária legrégibb ma is működő felsőoktatási intézménye. Nevét Szent Kliment Ohridszkiról (kb. 840 – 916) kapta.
1888. október 1-jén alakult. Két neves bolgár vállalkozó által adományozott telken épült fel az egyetem rektorátusának épülete, a két adományozó szobra mind a mai napig díszíti a rektorátus főbejáratát.
Jelenleg az egyetemen 15 kar működik:
- Alapfokú és Iskolaelőkészítői Pedagógiai Kar
- Biológiai Kar
- Filozófiai Kar
- Fizikai Kar
- Földtani-földrajzi Kar
- Gazdaságtudományi Kar
- Hittudományi Kar
- Jogi Kar
- Klasszikus és Modern Filológiai Kar
- Matematikai-informatikai Kar
- Pedagógiai Kar
- Szlavisztikai Kar
- Történettudományi Kar
- Újságíró és Kommunikációs Kar
- Vegyészeti Kar

## Az egyetem híres volt hallgatói
- Eliszaveta Bagrjana, költő
- Ljuben Berov, volt miniszterelnök
- Bozsidar Dimitrov, történész
- Blaga Dimitrova, költő
- Kraszimir Karakacsanov, politikus
- Ivan Kosztov, volt miniszterelnök
- Meglena Kuneva, európai biztos
- Makszim, a bolgár ortodox egyház pátriárkája
- Ekaterina Mihajlova, politikus
- Georgi Parvanov, köztársasági elnök
- Dimitar Pesev, volt politikus, "a bulgáriai zsidók megmentője", tiszteletbeli izraeli állampolgár
- Dimitar Popov, volt miniszterelnök
- Petar Sztojanov, volt köztársasági elnök
- Dimitar Talev, író
- Zselju Zselev, a demokratikus ellenzék volt vezetője, volt köztársasági elnök
- Ljudmila Zsivkova, volt politikus, Todor Zsivkov lánya
- Juszt László

## Külső hivatkozások
- Az egyetem hivatalos honlapja